# Suranarai
Suranarai (Route 205), Thai: ถนนสุรนารายณ์, of Thailand Route 205, is een weg in Thailand. De weg verbindt de provincie Lopburi met de provincie Nakhon Ratchasima. De weg is vanwege strategische redenen aangelegd om de legerbasis in Lopburi te verbinden met Nakhon Ratchasima. De aanleg werd gestart in 1943 onder leiding van veldmaarschalk Plaek Pibul Songkram, maar werd niet afgerond voor 1951. Delen van de weg zijn gebouwd over een verlaten spoorwegtracé, waarbij verschillende spoorbruggen zijn omgebouwd in wegbruggen.